# Alexander Erler
Alexander Erler (Kufstein, 27 ottobre 1997) è un tennista austriaco.

## Carriera
Specialista del doppio, ha vinto otto titoli nel circuito maggiore di cui tre di categoria ATP 500. Vanta diversi altri titoli nell'ATP Challenger Tour e ha raggiunto la 32ª posizione del ranking ATP nel maggio 2023. Nelle prove del Grande Slam non è mai andato oltre il secondo turno. Ha esordito nella squadra austriaca di Coppa Davis nel marzo 2022. In singolare ha vinto solo alcuni titoli nel circuito ITF e dal 2023 gioca quasi esclusivamente in doppio.

## Statistiche

### Doppio

#### Vittorie (8)
| Legenda              |
| Grande Slam (0)      |
| ATP Finals (0)       |
| ATP Masters 1000 (0) |
| ATP Tour 500 (3)     |
| ATP Tour 250 (5)     |

| N. | Data            | Torneo                                       | Superficie  | Compagno      | Avversari in finale                  | Punteggio        |
| 1. | 30 luglio 2021  | Austrian Open, Kitzbühel                     | Terra rossa | Lucas Miedler | Roman Jebavý Matwé Middelkoop        | 7-5, 7–6(5)      |
| 2. | 30 ottobre 2022 | Vienna Open, Vienna                          | Cemento (i) | Lucas Miedler | Santiago González Andrés Molteni     | 6-3, 7-6(1)      |
| 3. | 4 marzo 2023    | Abierto Mexicano de Tenis, Acapulco          | Cemento     | Lucas Miedler | Nathaniel Lammons Jackson Withrow    | 7-6(9), 7-6(3)   |
| 4. | 23 aprile 2023  | Internazionali di Baviera, Monaco di Baviera | Terra rossa | Lucas Miedler | Kevin Krawietz Tim Pütz              | 6-3, 6-4         |
| 5. | 5 agosto 2023   | Austrian Open, Kitzbühel (2)                 | Terra rossa | Lucas Miedler | Gonzalo Escobar Oleksandr Nedovjesov | 6-4, 6-4         |
| 6. | 27 luglio 2024  | Austrian Open, Kitzbühel (3)                 | Terra rossa | Andreas Mies  | Constantin Frantzen Hendrik Jebens   | 6-3, 3-6, [10-6] |
| 7. | 20 ottobre 2024 | European Open, Anversa                       | Cemento (i) | Lucas Miedler | Robert Galloway Oleksandr Nedovjesov | 6-4, 1-6, [10-8] |
| 8. | 27 ottobre 2024 | Vienna Open, Vienna (2)                      | Cemento (i) | Lucas Miedler | Neal Skupski Michael Venus           | 4-6, 6-3, [10-1] |

#### Finali perse (3)
| Legenda              |
| Grande Slam (0)      |
| ATP Finals (0)       |
| ATP Masters 1000 (0) |
| ATP Tour 500 (1)     |
| ATP Tour 250 (2)     |

| N. | Data             | Torneo                              | Superficie  | Compagno      | Avversari in finale                | Punteggio         |
| 1. | 8 aprile 2023    | Grand Prix Hassan II, Marrakech     | Terra rossa | Lucas Miedler | Marcelo Demoliner Andrea Vavassori | 4-6, 6-3, [10-12] |
| 2. | 25 febbraio 2024 | Rio Open, Rio de Janeiro            | Terra rossa | Lucas Miedler | Nicolás Barrientos Rafael Matos    | 4-6, 3-6          |
| 3. | 6 aprile 2024    | Grand Prix Hassan II, Marrakesh (2) | Terra rossa | Lucas Miedler | Henry Patten Harri Heliövaara      | 6-3, 4-6, [4-10]  |

### Tornei minori

#### Singolare

##### Vittorie (7)
| Legenda tornei minori |
| Challenger (0)        |
| Futures (7)           |

##### Sconfitte in finale (8)
| Legenda tornei minori |
| Challenger (0)        |
| Futures (8)           |

#### Doppio

##### Vittorie (28)
| Legenda tornei minori |
| Challenger (10)       |
| Futures (18)          |

| N.  | Data              | Torneo                           | Superficie  | Compagno            | Avversari in finale                     | Punteggio           |
| 1.  | 20 novembre 2021  | Tali Open, Helsinki              | Cemento (i) | Lucas Miedler       | Harri Heliövaara Jean-Julien Rojer      | 6-3, 7–6(2)         |
| 2.  | 11 dicembre 2021  | Città di Forlì III, Forlì        | Cemento (i) | Lucas Miedler       | Marco Bortolotti Sergio Martos Gornés   | 6-4, 6-2            |
| 3.  | 19 febbraio 2022  | Bengaluru Open II, Bangalore     | Cemento     | Arjun Kadhe         | Saketh Myneni Ramkumar Ramanathan       | 6-3, 6(4)–7, [10-7] |
| 4.  | 30 aprile 2022    | Ostrava Open Challenger, Ostrava | Terra rossa | Lucas Miedler       | Hunter Reese Sem Verbeek                | 7–6(5), 7-5         |
| 5.  | 23 luglio 2022    | Tampere Open, Tampere            | Terra rossa | Lucas Miedler       | Karol Drzewiecki Patrik Niklas-Salminen | 7–6(3), 6-1         |
| 6.  | 3 settembre 2022  | Città di Como Challenger, Como   | Terra rossa | Lucas Miedler       | Dustin Brown Julian Lenz                | 6-1, 7–6(3)         |
| 7.  | 10 settembre 2022 | NÖ Open, Tulln an der Donau      | Terra rossa | Lucas Miedler       | Zdeněk Kolář Denys Molčanov             | 6-3, 6-4            |
| 8.  | 7 maggio 2023     | Sardegna Open, Cagliari          | Terra rossa | Lucas Miedler       | Máximo González Andrés Molteni          | 7–6(6), 6-3         |
| 9.  | 21 ottobre 2023   | Shenzhen Longhua Open, Shenzen   | Cemento     | Lucas Miedler       | Piotr Matuszewski Matthew Romios        | 6-3,6-4             |
| 10. | 29 marzo 2025     | Tennis Napoli Cup, Napoli        | Terra rossa | Constantin Frantzen | Geoffrey Blancaneaux Albano Olivetti    | 6-4, 6-4            |

##### Sconfitte in finale (14)
| Legenda tornei minori |
| Challenger (6)        |
| Futures (8)           |

| N. | Data              | Torneo                                              | Superficie  | Compagno            | Avversari in finale                          | Punteggio           |
| 1. | 2 ottobre 2021    | Sibiu Open, Sibiu                                   | Terra rossa | Lucas Miedler       | James Cerretani Luca Margaroli               | 3-6, 1-6            |
| 2. | 13 novembre 2021  | Internazionali Tennis Val Gardena Südtirol, Ortisei | Cemento (i) | Lucas Miedler       | Antonio Šančić Tristan-Samuel Weissborn      | 6(8)–7, 6-4, [8-10] |
| 3. | 21 maggio 2022    | Tunis Open, Tunisi                                  | Terra rossa | Lucas Miedler       | Nicolás Barrientos Miguel Ángel Reyes Varela | 7–6(3), 3-6, [9-11] |
| 4. | 9 luglio 2022     | Salzburg Open, Salisburgo                           | Terra rossa | Lucas Miedler       | Nathaniel Lammons Jackson Withrow            | 5-7, 7-5, [9-11]    |
| 5. | 25 settembre 2022 | Sibiu Open, Sibiu                                   | Terra rossa | Lucas Miedler       | Matej Sabanov Ivan Sabanov                   | 6-3, 5-7, [4-10]    |
| 6. | 21 giugno 2025    | Emilia-Romagna Tennis Cup, Sassuolo                 | Terra rossa | Constantin Frantzen | Ryan Seggerman Matthew Romios                | 6(4)-7, 6-3, [7-10] |